# Volta a Catalunya de 1999
La Volta a Catalunya de 1999 va ser 79a edició de la Volta Ciclista a Catalunya. Es disputà en 7 etapes del 17 al 24 de juny de 1999 amb un total de 1067,4 km. El vencedor final fou l'espanyol Manuel Beltrán de l'equip Banesto per davant de Roberto Heras del Kelme-Costa Blanca i José María Jiménez, també del Banesto.
Com a novetat, aquesta edició va tenir un final de cursa en una cronoescalada a l'Alt de la Rabassa. L'emoció estaria garantida fins al final.
La tragèdia va acompanyar aquest any a la "Volta". Durant la 2a etapa, que finalitzava Vilanova i la Geltrú, el ciclista Manuel Sanroma va morir al caure a prop de la meta. L'endemà l'etapa es va anul·lar en homenatge al difunt. Els corredors van córrer tots junts fins a Barcelona i van entrar caminant plegats a la línia d'arribada.
Pel que fa a l'aspecte esportiu, Manuel Beltrán va demostrar que era el més fort a la muntanya.

## Etapes
| Etapa  | Data       | Ciutats d'etapa                                           | km    | Vencedor de l'etapa     | Líder de la general     |
| ------ | ---------- | --------------------------------------------------------- | ----- | ----------------------- | ----------------------- |
| Pròleg | 17 de juny | La Pineda – Vila-seca (CRI)                               | 8,1   | Ángel Luis Casero (ESP) | Ángel Luis Casero (ESP) |
| 1a     | 18 de juny | Vila-seca – Tortosa                                       | 161,2 | Mario Cipollini (ITA)   | Ángel Luis Casero (ESP) |
| 2a     | 19 de juny | Tortosa – Vilanova i la Geltrú                            | 172,5 | Mario Cipollini (ITA)   | Ángel Luis Casero (ESP) |
| 3a     | 20 de juny | Vilanova i la Geltrú - Barcelona                          | 155,6 | anul·lada               | Ángel Luis Casero (ESP) |
| 4a     | 21 de juny | Badalona – Badalona                                       | 182,4 | Erik Zabel (GER)        | Ángel Luis Casero (ESP) |
| 5a     | 22 de juny | El Masnou – Banyoles                                      | 174,8 | Erik Zabel (GER)        | Ángel Luis Casero (ESP) |
| 6a     | 23 de juny | Banyoles – Els Cortals d'Encamps (AND)                    | 198,6 | Roberto Heras (ESP)     | Manuel Beltrán (ESP)    |
| 7a     | 24 de juny | Sant Julià de Lòria (AND) – Alt de la Rabassa (AND) (CRI) | 14,2  | Manuel Beltrán (ESP)    | Manuel Beltrán (ESP)    |

### Pròleg
17-06-1999: La Pineda – Vila-seca, 8,1 km. (CRI):
|   | Ciclista                | Equip              | Temps   |
| - | ----------------------- | ------------------ | ------- |
| 1 | Ángel Luis Casero (ESP) | Vitalicio Seguros  | 10' 12" |
| 2 | Andrea Peron (ITA)      | ONCE-Deutsche Bank | + 3"    |
| 3 | Abraham Olano (ESP)     | ONCE-Deutsche Bank | + 4"    |

|   | Ciclista                | Equip              | Temps   |
| - | ----------------------- | ------------------ | ------- |
| 1 | Ángel Luis Casero (ESP) | Vitalicio Seguros  | 10' 12" |
| 2 | Andrea Peron (ITA)      | ONCE-Deutsche Bank | + 3"    |
| 3 | Abraham Olano (ESP)     | ONCE-Deutsche Bank | + 4"    |

### 1a etapa
18-06-1999: Vila-seca – Tortosa, 161,2 km.:
|   | Ciclista              | Equip                 | Temps      |
| - | --------------------- | --------------------- | ---------- |
| 1 | Mario Cipollini (ITA) | Saeco-Cannondale      | 4h 24' 13" |
| 2 | Erik Zabel (GER)      | Team Deutsche Telekom | m. t.      |
| 3 | George Hincapie (USA) | US Postal             | m. t.      |

|   | Ciclista                | Equip              | Temps      |
| - | ----------------------- | ------------------ | ---------- |
| 1 | Ángel Luis Casero (ESP) | Vitalicio Seguros  | 4h 34' 25" |
| 2 | Andrea Peron (ITA)      | ONCE-Deutsche Bank | + 3"       |
| 3 | Abraham Olano (ESP)     | ONCE-Deutsche Bank | + 4"       |

### 2a etapa
19-06-1999: Tortosa – Vilanova i la Geltrú, 172,5 km.:
|   | Ciclista                | Equip            | Temps      |
| - | ----------------------- | ---------------- | ---------- |
| 1 | Mario Cipollini (ITA)   | Saeco-Cannondale | 4h 00' 38" |
| 2 | Jeroen Blijlevens (NED) | TVM-Farm Frites  | m. t.      |
| 3 | George Hincapie (USA)   | US Postal        | m. t.      |

|   | Ciclista                | Equip              | Temps      |
| - | ----------------------- | ------------------ | ---------- |
| 1 | Ángel Luis Casero (ESP) | Vitalicio Seguros  | 8h 35' 10" |
| 2 | George Hincapie (USA)   | US Postal          | + 1"       |
| 3 | Abraham Olano (ESP)     | ONCE-Deutsche Bank | + 4"       |

### 3a etapa
20-06-1999: Vilanova i la Geltrú - Barcelona, 155,6 km.:
Anul·lada degut a la mort de Manuel Sanroma el dia anterior.

### 4a etapa
21-06-1999: Badalona – Badalona, 182,4 km.:
|   | Ciclista              | Equip                 | Temps      |
| - | --------------------- | --------------------- | ---------- |
| 1 | Erik Zabel (GER)      | Team Deutsche Telekom | 4h 45' 14" |
| 2 | George Hincapie (USA) | US Postal             | m. t.      |
| 3 | Dmitri Kónixev (RUS)  | Mercatone Uno-Bianchi | m. t.      |

|   | Ciclista                | Equip              | Temps       |
| - | ----------------------- | ------------------ | ----------- |
| 1 | Ángel Luis Casero (ESP) | Vitalicio Seguros  | 13h 20' 24" |
| 2 | George Hincapie (USA)   | US Postal          | + 1"        |
| 3 | Abraham Olano (ESP)     | ONCE-Deutsche Bank | + 4"        |

### 5a etapa
22-06-1999: El Masnou – Banyoles, 174,8 km.:
|   | Ciclista              | Equip                 | Temps      |
| - | --------------------- | --------------------- | ---------- |
| 1 | Erik Zabel (GER)      | Team Deutsche Telekom | 4h 07' 01" |
| 2 | Serguei Ivanov (RUS)  | TVM-Farm Frites       | m. t.      |
| 3 | George Hincapie (USA) | US Postal             | m. t.      |

|   | Ciclista                | Equip              | Temps       |
| - | ----------------------- | ------------------ | ----------- |
| 1 | Ángel Luis Casero (ESP) | Vitalicio Seguros  | 17h 27' 25" |
| 2 | George Hincapie (USA)   | US Postal          | + 1"        |
| 3 | Abraham Olano (ESP)     | ONCE-Deutsche Bank | + 4"        |

### 6a etapa
23-06-1999: Banyoles – Els Cortals d'Encamps, 198,6 km.:
|   | Ciclista                 | Equip              | Temps      |
| - | ------------------------ | ------------------ | ---------- |
| 1 | Roberto Heras (ESP)      | Kelme-Costa Blanca | 5h 39' 00" |
| 2 | José María Jiménez (ESP) | Banesto            | + 2"       |
| 3 | Joseba Beloki (ESP)      | Euskaltel-Euskadi  | + 6"       |

|   | Ciclista                | Equip              | Temps       |
| - | ----------------------- | ------------------ | ----------- |
| 1 | Manuel Beltrán (ESP)    | Banesto            | 23h 07' 01" |
| 2 | Ángel Luis Casero (ESP) | Vitalicio Seguros  | + 12"       |
| 3 | Roberto Heras (ESP)     | Kelme-Costa Blanca | + 20"       |

### 7a etapa
24-06-1999: Sant Julià de Lòria – Alt de la Rabassa, 14,2 km. (CRI):
|   | Ciclista                 | Equip             | Temps   |
| - | ------------------------ | ----------------- | ------- |
| 1 | Manuel Beltrán (ESP)     | Banesto           | 33' 31" |
| 2 | José María Jiménez (ESP) | Banesto           | +29"    |
| 3 | Joseba Beloki (ESP)      | Euskaltel-Euskadi | +33"    |

|   | Ciclista                 | Equip              | Temps       |
| - | ------------------------ | ------------------ | ----------- |
| 1 | Manuel Beltrán (ESP)     | Banesto            | 23h 40' 32" |
| 2 | Roberto Heras (ESP)      | Kelme-Costa Blanca | + 57"       |
| 3 | José María Jiménez (ESP) | Banesto            | + 1' 00"    |

## Classificació General
|    | Ciclista                 | Equip                 | Temps       |
| -- | ------------------------ | --------------------- | ----------- |
| 1  | Manuel Beltran (ESP)     | Banesto               | 23h 40' 32" |
| 2  | Roberto Heras (ESP)      | Kelme-Costa Blanca    | + 57"       |
| 3  | José María Jiménez (ESP) | Banesto               | + 1' 00"    |
| 4  | Joseba Beloki (ESP)      | Euskaltel-Euskadi     | + 1' 02"    |
| 5  | Georg Totschnig (AUT)    | Team Deutsche Telekom | + 1' 44"    |
| 6  | Roberto Laiseka (ESP)    | Euskaltel-Euskadi     | + 2' 43"    |
| 7  | Fernando Escartín (ESP)  | Kelme-Costa Blanca    | + 3' 01"    |
| 8  | Hernán Buenahora (COL)   | Vitalicio Seguros     | + 3' 13"    |
| 9  | Ángel Luis Casero (ESP)  | Vitalicio Seguros     | + 3' 26"    |
| 10 | Haimar Zubeldia (ESP)    | Euskaltel-Euskadi     | + 4' 05"    |

## Classificació de la muntanya
|   | Ciclista                | Equip                 | Punts |
| - | ----------------------- | --------------------- | ----- |
| 1 | Dmitri Kónixev (RUS)    | Mercatone Uno-Bianchi | 40    |
| 2 | Orlando Rodrigues (POR) | Banesto               | 37    |
| 3 | Roberto Heras (ESP)     | Kelme-Costa Blanca    | 34    |

## Classificació de les Metes volants
|   | Ciclista              | Equip             | Punts |
| - | --------------------- | ----------------- | ----- |
| 1 | Mariano Piccoli (ITA) | Lampre-Daikin     | 16    |
| 2 | Roberto Laiseka (ESP) | Euskaltel-Euskadi | 3     |
| 3 | Marco Pinotti (ITA)   | Lampre-Daikin     | 2     |

## Millor Equip
|   | Equip             | Nacionalitat | Temps       |
| - | ----------------- | ------------ | ----------- |
| 1 | Banesto           | Espanya      | 71h 06' 09" |
| 2 | Euskaltel-Euskadi | Espanya      | + 2' 20"    |
| 3 | Vitalicio Seguros | Espanya      | + 8' 29"    |